# Hylarana maosonensis
Hylarana maosonensis är en groddjursart som beskrevs av Bourret 1937. Hylarana maosonensis ingår i släktet Hylarana och familjen egentliga grodor. IUCN kategoriserar arten globalt som livskraftig. Inga underarter finns listade i Catalogue of Life.